# Szlavón bánság

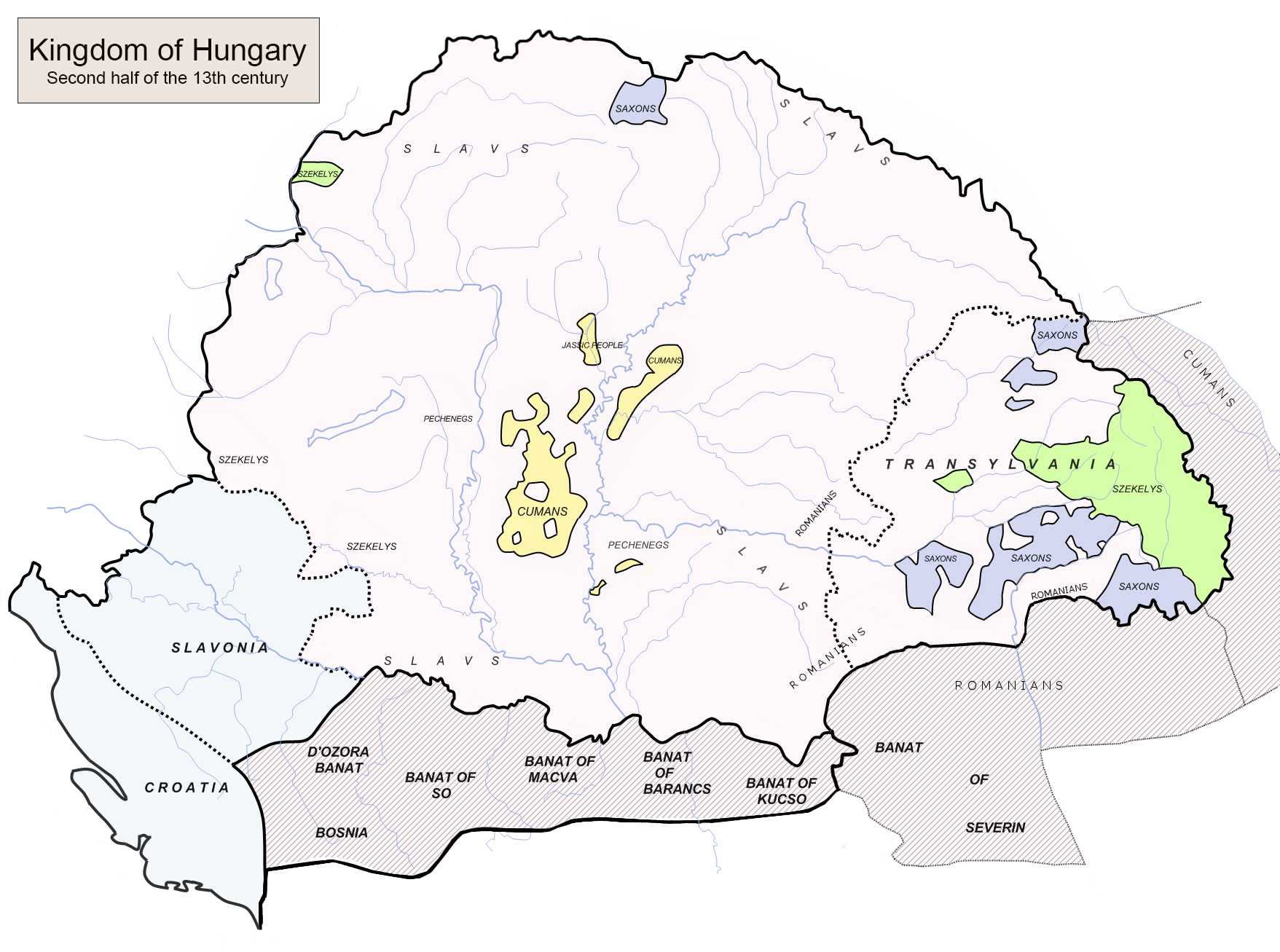
A Magyar Királyság autonóm tartományai. Szlavónia ma Zágráb központtal Horvátország magterületének számít

Szlavónia címere [http://hu.wikibooks.org/wiki/Szlav%C3%B3nia_c%C3%ADmere

A Szlavón bánság, a történelmi Szlavónia  a mai Horvátország területén, eredetileg a Dráva és a Száva között és a Száva túlsó partján a Kapela hegységig terjedő területen lévő földrajzi-politikai régiót jelentette. A Magyar Királyság részeként Szlavónia élén a szlavón bán állt. Szlavónia státusza így hasonlított az erdélyi vajda által kormányzott Erdélyéhez. Etnikailag Szlavónia a horvátokkal rokon szláv többségű terület volt, de Mohács előtt szigorúan megkülönböztették a szlavóniai jobbágyokat nemcsak a magyaroktól, hanem a horvátoktól is.

## Története

### A korai középkorban
A római kor végén Savia Pannonia provincia legdélebbi része volt. 568 után az avarok és szláv segédcsapataik pusztították a még romanizált városokat, pl. Sisciát. Ezután a terület az Avar Kaganátus fennhatóság alá került. A szlávok letelepedése a 7. század elején indult meg. Avarok is letelepedtek itt, főleg a Dráva mentén.
A 8–9. század fordulójának avar–frank háborúja után Szlavónia a Frank Birodalom fennhatósága alá került. 819-ben a Száva-menti Sziszeken fellázadt a helyi szlávok vezére, Ljudevit, akit a frankok több hadjárat után csak 822-ben tudtak menekülésre kényszeríteni. Ljudevitet végül a dalmáciai sorabok (szerbek?) vezére gyilkoltatta meg 823-ban, aki harcban állt a dalmáciai horvátokkal és vezérükkel Bornával is. 826-ban Omurtag bolgár kán elfoglalta a Szerémséget és Szlavónia keleti részét, de a frankok 832-re kiszorították innen őt, és a 9. század végéig meg is tartották a területet.
Szlavónia 10–11. századi történetét tekintve három fő álláspont létezik. A horvát történészek többsége szerint – Nada Klaić kései munkáit kivéve – a 920-as évek végén Tomiszláv horvát fejedelem meghódította és a tengermelléki Horvátországhoz csatolta, és ez az állapot meg is maradt volna a 11. század végi magyar hódításig. A horvát történészek a Dráváig terjedő államról beszélnek, ezt azonban a magyar történészek nem fogadják el. Utóbbiak szerint a magyarok a Braszlavra bízott terület elfoglalása után birtokukban tartották a Szlavóniai hercegség területét. VII. Kónsztantinosz bizánci császárnak A birodalom kormányzásáról írt műve szerint a magyarokat a tengerparti horvátoktól a hegyek választották el és nem a Dráva vagy a Száva folyó, vagyis a Száva völgye a magyar fejedelemség része volt már a 10. században is. A magyar történészek között vita azon van, meddig terjedt magyar oldalról a lakott terület és hol kezdődött a mezsgye. Karácsonyi János, Hóman Bálint és Kristó Gyula szerint a Dráva–Száva közének nyugati része ekkor nem tartozott sem Magyarországhoz, sem Horvátországhoz. Györffy György szerint viszont Magyarország már valamikor a 10. században meghódította. Emellett szól, hogy a magyarországi vármegyék eredetileg átterjedtek a Dráván túlra. I. László magyar király 1091–1094 körül alapította a zágrábi püspökséget, amelynek területe megegyezett Szlavóniáéval.

### A Magyar Királyság részeként

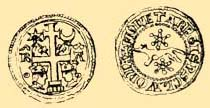
II. Endre király szlavóniai pénze kettős kereszt és nyest éremképpel

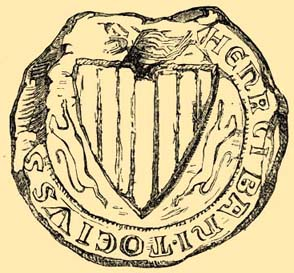
Németújvári Henrik szlavón bán pecsétje, a pajzs mellett két nyesttel

I. László magyar király 1091–1094 körül alapította a zágrábi püspökséget, amelynek területe megegyezett Szlavóniáéval.
A 11. század végén a Kapela hegységtől délnyugatra fekvő tengermelléki Horvát Királyság is magyar uralom alá került, mint horvát bánság.
A két területet nem egyesítették, hanem két külön tartományként kormányozták a szlavón és horvát bánok, azonban ekkoriban bizonytalan, hogy mégis mikor esett egybe a két tisztség és mikor nem. Volt amikor csak egy jelző nélküli bán volt, volt amikor szlavón bánnak hívtak valakit, de volt tengermelléki bán is. A 12. század végén rögzült a szlavón bán elnevezés, valamint az, hogy a horvát bánság területén a helyettese a tengermelléki bán. A 13. századtól a szlavón bánságban a bánt egy vagy több vicebán helyettesítette. A 12. században a szlavón tartományt időnként hercegségnek nevezték, amikor például az Árpád-ház fiatalabb tagjainak-trónörököseinek volt a részfejedelemsége. A báni tisztséget ekkoriban a király magyarországi főemberekkel töltötte be, akiknek nem voltak helyi nagybirtokai.
A tartomány címerében szereplő nyest már Endre szlavóniai herceg pénzein megjelenik (1197), és azt jelképezi, hogy a tartomány hosszú ideig nyestbőrben fizette az adót. A nyestbőradón (horvát nyelven: marturina, kunovina) a király és a bán osztoztak. A bán országjáró körútjainak költségeit fedezte a bánzsolozsmája nevű adó. 1217 óta Zágrábban külön szlavóniai pénzt vertek, az ún. báni dénárt.
Mivel 1226-tól II. András fia, IV. Béla öccse, Kálmán halicsi király volt Szlavónia hercege, ekkortól Szlavóniát királyságnak is nevezték, de a középkorban ennek ellenére nem került be a magyar királyok címei közé a Szlavónia királya cím. V. István magyar király halála, 1272 után Magyarországhoz hasonlóan Szlavónia is a rivális bárói csoportok harcterévé vált. Ekkor egy időre elvált egymástól a szlavón és a horvát–dalmát báni tisztség. Szlavóniában a Babonić és a Kőszegi család igyekezett kisajátítani a szlavón báni tisztséget, a birtokszerzésben a Kőszegiek szövetségese a Gutkeled nemzetség volt. A század végére itt végül a Babonićoknak sikerült tartományúri hatalmat kiépíteniük, és Babonić János 1322-ben a szlavón bán tisztsége mellé horvát–dalmát bán is lett. Károly Róbert az ő hatalmát is megtörte, és 1325-től hű embere, Ákos nembeli Mikcs lett a szlavón bán. Utána is magyarországi főemberek voltak a bánok. A 14. század utolsó negyedétől 1523-ig a tartományt ismét bánok kormányozták. 1476-ban a két bánság a horvát–dalmát és szlavón bán egységes kormányzása alá került.
A 15. század végétől a növekvő török veszély, majd a folyamatos török előrenyomulás miatt egyre több horvát húzódott a Horvát bánság területéről Szlavóniába. Eközben a magyar királyi hatalom egyre gyengült, és a horvátok amúgy is más viszonyban voltak a magyar koronával, mint a szlavóniaiak. Mindez fokozatosan megváltoztatta a szlavóniai nemesség identitástudatát: Magyarország helyett egyre inkább Horvátországhoz kötődtek. Ez lassú folyamat volt, még hosszú ideig megmaradt a sajátos szlavón identitás az újkorban is.
Mindezek következtében a 16. században először a Szávától délre eső területeket, majd a század végétől egész Szlavóniát kezdték Horvátországnak hívni. 1558-ban egyesült a szlavón és a horvát tartományi gyűlés.
Az 1540-es évektől a magyar királyok a „Szlavónia királya” címet is egyre gyakrabban használták, és címerét felvették a többi hűbéres tartomány címere közé.
Eközben Szlavóniának kezdték nevezni a Dráva–Száva közének keleti részét, a Szerémséget is beleértve.

## Szlavónia közigazgatása
Szlavóniának a Szávától északra fekvő része Felső-Szlavónia, a déli Alsó-Szlavónia volt. A szlavón nemesség – amelyik a magyarországihoz hasonló, de nem teljesen azonos módon alakult ki – a hatalmat a tartománygyűlésen és a megyéken keresztül gyakorolta. Tartománygyűlést a 14. század végéig 1273-ban, 1278-ban, 1279-ben, 1321-ben, 1347-ben, 1360-ban és 1380-ban tartottak. Ezeket a tartománygyűléseket a bán hívta össze és bírói gyűlések voltak, az Anjou-korban külön tartották őket a Szávától északra illetve délre lakó nemeseknek. A 15. század közepén újították fel őket,  és bírói ügyek mellett egyéb tartományi belső ügyekben is hoztak határozatokat, azaz ekkortól már a rendi nemesi önkormányzat fóruma volt a tartománygyűlés. A Jagelló-korban pedig már a bán sem mindig vett rajta részt.
Felső-Szlavónia vármegyéi, Zágráb (Zagreb), Kőrös (Križevci) és Varasd (Varaždin) voltak, politikai szempontból azonban igazán csak Zágráb és Kőrös, amelyek ispánjait a bán nevezte ki, és törvényszéküktől a bán zágrábi törvényszékéhez lehetett fellebbezni. Varasd ispánját ugyanakkor a király nevezte ki, akinek bírói fóruma ugyanolyan jogokkal rendelkezett, mint a báné, tőle is az országbíróhoz lehetett fellebbezni. A magyarországi bírói fórumoktól eltérően a báni ítélőszék birtokügyekben is illetékes volt, amelyek Magyarországon a királyi ítélőszékek elé tartoztak, de egyébként Szlavóniában is a magyarországivaé gyakorlatilag megegyező szokásjog érvényesült.
A bán helyettese a 13. századtól a vicebán volt, aki a 14. század elejétől általában egyben kőrösi ispán is volt, azaz a bán csak Zágrábba nevezett ki külön ispánt egészen az 1480-as évek elejéig. Zsigmond idejétől már két – kivételesen három – vicebán volt, ezek egyike, vagy mindkettő egyszerre volt a kőrösi ispán. A megyei törvényszék ekkor már egybeesett a báni ítélőszékkel, amely mindig Zágrábban és Kőrösön ülésezett.
Alsó-Szlavónia vármegyéi Orbász (Vrbas), Dubica és Szana (Sana) voltak.

### Nemesség
A szlavóniai nagybirtokosok általában magyarországi eredetű nemzetségekből – mint pl. a Gutkeledek, Csákok, Tiboldok, Tétények, Abák, Pécek, Pokok, Türjék stb. – közül kerültek ki.
Az általában szláv etnikumú várjobbágyokból lett szlavóniai nemességet viszont hosszabb ideig megkülönböztették jogaikban az országos nemességtől, akiket csak Nagy Lajos 1351. évi törvénye egyenjogúsított a magyar nemesekkel. A szlavóniai nemesség megszületésének lassúságát mutatja, hogy a várjobbágyok várszervezete Szlavóniában a 15. század végéig fellelhető intézmény volt, míg Magyarországon az már az Anjou-kor elején elenyészett. A 15. században Szlavóniában is kialakult a nemesség rendi jogain alapuló nemesi vármegyerendszer.

### Városok
A tartomány lakossága főleg szlávokból (horvátokból) és szórványosan magyarokból állt. A 12–13. században melléjük német és vallon („latin”) telepesek (hospesek, „vendégek”) jöttek a magyarországival azonos széles körű kiváltságokkal. Ők voltak az első városlakók. A tatárjárás után újabb engedményeket kaptak, amelyek fejében erős védműveket kellett építeniük városuk köré, így alakultak ki itt is a szabad királyi városok. A legjelentősebb város a bán és a püspök székhelye, Zágráb volt, de gyors fejlődésen ment keresztül valamennyi megyeszékhely is.

### Várispánságok
A teljes vármegyék mellett, amelyek az ispán vezette várszervezetből és az azt ellátó várbirtokból, a királyi udvart ellátó udvarbirtokokból, valamint egyházi és magánbirtokokból állt, Szlavóniába is léteztek kisebb, csak ispáni várszervezetet és várbirtokot magukban foglaló várispánságok. Ezek általában a 14. században megszűntek és beolvadtak valamelyik vármegyébe:
Zágráb vármegye területén
- Gercse várispánság (Gorica)
- Gora várispánság
- Maróca várispánság (Moravče)
- Okics várispánság (Okić)
- Podgorje várispánság

Kőrös vármegye területén
- Csázma várispánság
- Gerzence várispánság (Garešnica)
- Garics várispánság (Garič)
- Kemlék várispánság (Kalnik)
- Rovicsa várispánság

Varasd vármegye területén
- Zagorje várispánság